# Oreodera marinonii
Oreodera marinonii är en skalbaggsart som beskrevs av Monné och Lúcia Maria de Campos Fragoso 1988. Oreodera marinonii ingår i släktet Oreodera och familjen långhorningar. Inga underarter finns listade i Catalogue of Life.